# ملعب اركيوتيكتو ريكاردو أيتشيفيري
ملعب اركيوتيكتو ريكاردو أيتشيفيري (بالإنجليزية: Estadio Arquitecto Ricardo Etcheverry)‏ هو ملعب كرة قدم متعدد الأغراض يقع في بوينس آيرس، الأرجنتين، يتسع لـ 24,442 متفرج. هو الملعب الرسمي لفريق فيرو كاريل.

## التاريخ
افتتح الملعب في 1905.